# 澳大利亚监狱遗址
澳大利亚监狱遗址是一处由11个大英帝国统治时期建立的监狱遗址，为联合国教科文组织世界遗产。遗址位于悉尼、塔斯马尼亚岛、诺福克岛和弗里曼特尔，建于18至19世纪。

## 登录地点
本世界遗产包括以下11处：
- 鹦鹉岛监狱（新南威尔士）[3]
- 大北路 (澳大利亚)（新南威尔士）[4]
- 海德公园营房（新南威尔士）[5]
- 旧总督府（新南威尔士）[6]
- 金士顿和阿瑟斯淡水河谷历史区（诺福克岛） [7]
- 布尔哥登和乌尔姆斯庄园（塔斯马尼亚岛） [8]
- 喀斯喀特女子监狱（塔斯马尼亚岛）[9]
- 煤矿历史遗址（塔斯马尼亚岛）[10]
- 達靈頓緩刑站（塔斯马尼亚岛）[11]
- 阿瑟港（塔斯马尼亚岛）[12]
- 弗里曼特尔监狱（西澳大利亚）[13]